# زهکش سیلاب

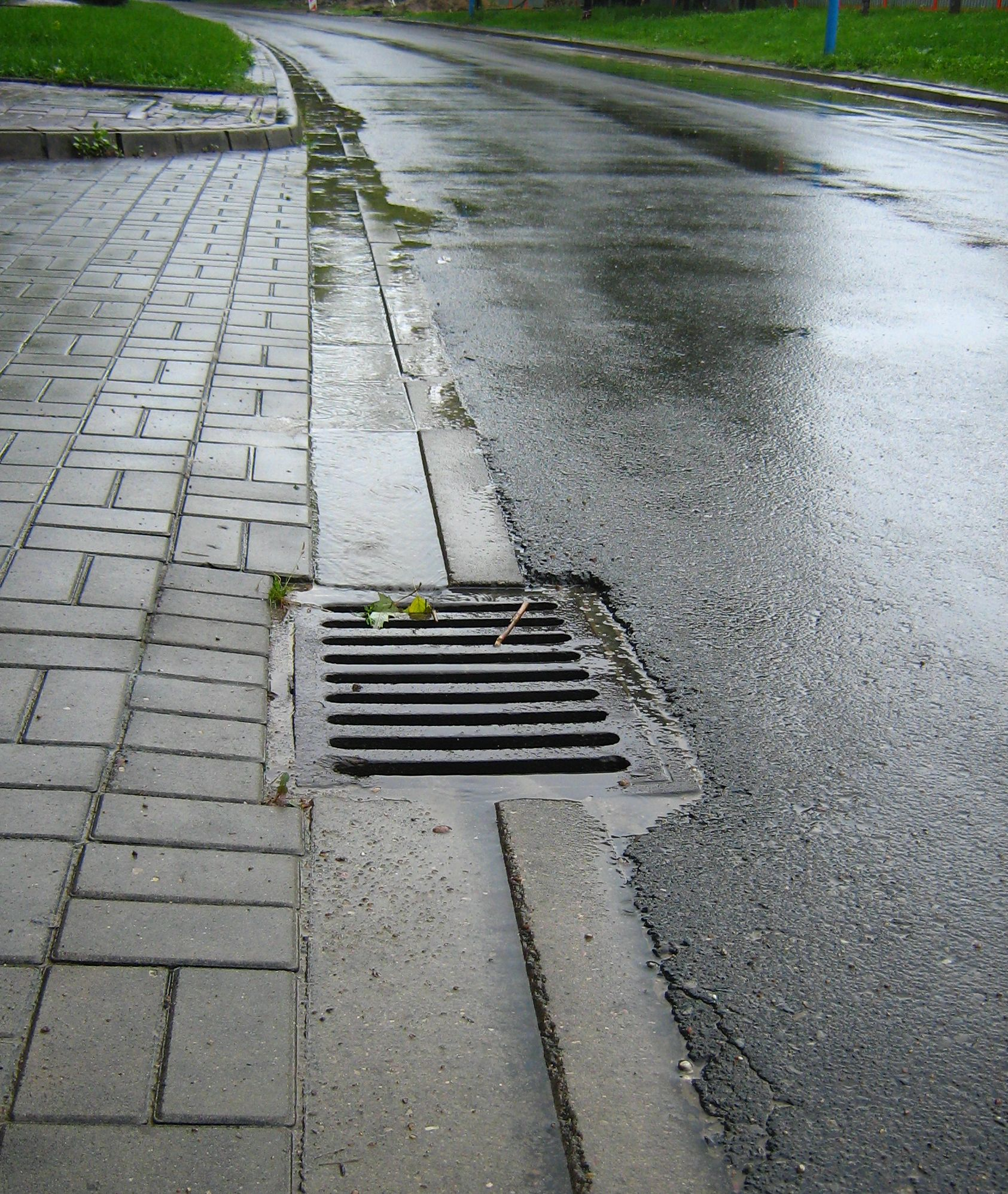
توری زهکش سیلاب در خیابانی در ورشو، لهستان

زهکش سیلاب یا  زهکش رگبار، (به انگلیسی: storm drain) زهکش تندبارش یا  فاضلاب تندبارش، (به انگلیسی: storm sewer) (بریتانیا، ایالات متحده و کانادا) زهکش آب‌های سطحی/ فاضلاب (بریتانیا)، زیرساختی است که برای زهکشی بیش از حد باران و آب زیرزمینی از سطح نفوذناپذیر مانند سنگ‌فرش طراحی‌شده در خیابان‌ها، پارکینگ‌ها، مسیرهای پیاده‌روی، پیاده‌روها و پشت‌بام‌ها به کار می‌رود. زهکش‌های سیلاب از نظر طراحی از چاه‌های خشک مسکونی کوچک گرفته تا سیستم‌های بزرگ شهری متفاوت است.
بسته شدن زهکش‌ها نیز به دلیل بسته شدن زهکشی سیلاب، سبب ایجاد سیل می‌شود. جوامع یا شهرها می‌توانند با تمیز کردن برگ‌های زهکشی سیلاب برای جلوگیری از ریزش یا سیل در محوطه‌ها به کاهش این امر کمک کنند. برف در زمستان همچنین می‌تواند زهکش‌ها را مسدود کند، زمانی که مقدار غیرعادی باران در زمستان وجود داشته باشد و برف در بالای زهکش‌های تندبارش برف‌روبی شود.

## اثرات زیست‌محیطی

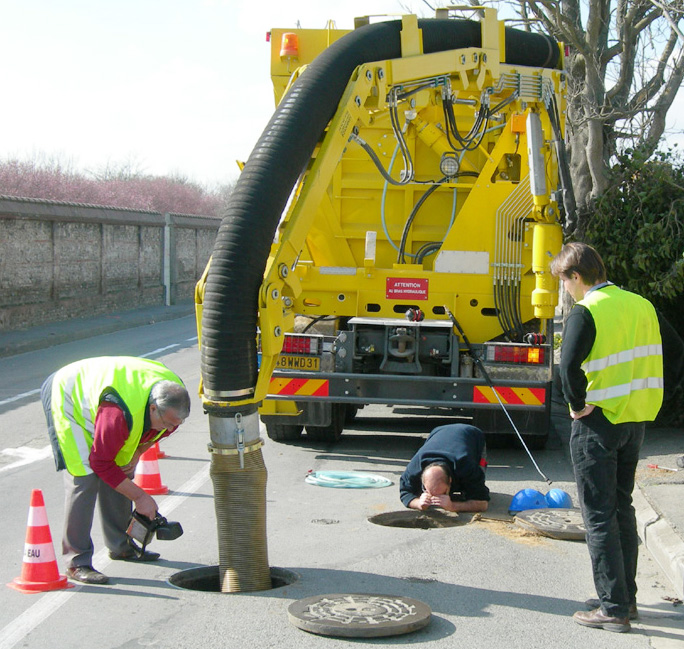
یک کامیون برای تمیز کردن زهکشی طوفان

### مقدار آب
زهکش‌های شهری اغلب توانایی مدیریت مقدار بارانی که در طول باران‌های شدید ویا طوفان می‌بارد را ندارند. غرق شدن زهکش زیر زمین در شرایط طوفان باعث جاری شدن سیل در خیابان‌ها می‌شود.